# (22203) Prothoenor
(22203) Prothoenor ist ein Asteroid aus der Gruppe der Jupiter-Trojaner. Damit werden Asteroiden bezeichnet, die auf den Lagrange-Punkten auf der Bahn des Jupiter um die Sonne laufen.
(22203) Prothoenor wurde am 24. September 1960 von den niederländischen Astronomen Cornelis Johannes van Houten, Ingrid van Houten-Groeneveld und Tom Gehrels am Palomar-Observatorium (IAU-Code 675) entdeckt. Er ist dem Lagrangepunkt L4 zugeordnet.
Der Asteroid ist nach dem mythologischen griechischen Helden Prothoenor aus Böotien benannt, der im Trojanischen Krieg acht Schiffe der Griechen kommandierte und vor Troja von Polydamas getötet wurde.